# Список наград и номинаций мультфильма «Человек-паук: Через вселенные»
«Челове́к-пау́к: Че́рез вселе́нные» (англ. Spider-Man: Into the Spider-Verse) — американский анимационный супергеройский фильм 2018 года, созданный компаниями Columbia Pictures и Sony Pictures Animation совместно с Marvel Entertainment и распространяемый Sony Pictures Releasing. Режиссёрами выступили Боб Персичетти, Питер Рэмси и Родни Ротман, которые сняли фильм по сценарию Фила Лорда и Ротмана. В озвучивании мультфильма приняли участие Махершала Али, Николас Кейдж, Брайан Тайри Генри, Джейк Джонсон, Джон Малейни и Хейли Стайнфел. Действие мультфильма происходит в общей Мультивселенной под названием «Паутина вселенных» и сосредоточено на Майлзе Моралесе (озвучен Шамиком Муром), афро-латиноамериканском подростке, который объединяется с другими альтернативными версиями Человека-паука, чтобы спасти Нью-Йорк от суперзлодея Кингпина (озвучен Левом Шрайбером). Это первый анимационный полнометражный фильм во франшизе о Человеке-пауке.
Премьера мультфильма «Человек-паук: Через вселенные» состоялась 1 декабря 2018 года в Голливуде (Лос-Анджелес), а 14 декабря 2019 года он вышел в прокат в США. Бюджет мультфильма составил 90 млн долларов США, при этом мультфильм собрал $ 375,5 млн по всему миру. На сайте-агрегаторе рецензий Rotten Tomatoes мультфильм получил рейтинг одобрения 97 % на основе 403 отзывов со средней оценкой 8,8/10.
Мультфильм был удостоен множества наград и номинаций в различных категориях. На 91-й церемонии вручения премии «Оскар» мультфильм победил в категории «Лучший анимационный фильм». Он также получил премию «Золотой глобус» в категории «Лучший анимационный полнометражный фильм» и премию Британской Академии в области кино в категории «Лучший анимационный фильм». На 46-й церемонии вручения премии «Энни» он получил семь номинаций, в том числе «Лучший анимационный полнометражный фильм» и «Лучший сценарий полнометражного фильма», и победил во всех категориях. Различные критики также назвали данный мультфильм лучшим анимационным художественным фильмом года.

## Награды и номинации
| Награда                                              | Дата церемонии вручения | Категория                                                                                 | Получатель(-и)                                                                                      | Результат    | Прим.         |
| ---------------------------------------------------- | ----------------------- | ----------------------------------------------------------------------------------------- | --------------------------------------------------------------------------------------------------- | ------------ | ------------- |
| Круг кинокритиков Нью-Йорка                          | 29 ноября 2018          | «Лучший анимационный фильм»                                                               | «Человек-паук: Через вселенные»                                                                     | Победа       | [ 9 ]         |
| Награды общества кинокритиков Детройта               | 3 декабря 2018          | «Лучший анимационный полнометражный фильм»                                                | «Человек-паук: Через вселенные»                                                                     | Победа       | [ 10 ]        |
| Награды Ассоциации кинокритиков Вашингтона           | 3 декабря 2018          | «Лучший анимационный полнометражный фильм»                                                | Боб Персичетти, Питер Рэмси и Родни Ротман                                                          | Номинация    | [ 11 ]        |
| Награды Ассоциации кинокритиков Вашингтона           | 3 декабря 2018          | «Лучшее анимационное голосовое исполнение»                                                | Шамик Мур                                                                                           | Номинация    | [ 11 ]        |
| Премия Ассоциации кинокритиков Чикаго                | 7 декабря 2018          | «Лучший анимационный фильм»                                                               | «Человек-паук: Через вселенные»                                                                     | Победа       | [ 12 ]        |
| Награды Ассоциации кинокритиков Лос-Анджелеса        | 9 декабря 2018          | «Лучший анимационный полнометражный фильм»                                                | «Человек-паук: Через вселенные»                                                                     | Победа       | [ 13 ]        |
| Онлайн-премия кинокритиков Нью-Йорка                 | 9 декабря 2018          | «Лучший анимационный полнометражный фильм»                                                | «Человек-паук: Через вселенные»                                                                     | Победа       | [ 13 ]        |
| Награды Общества кинокритиков залива Сан-Франциско   | 9 декабря 2018          | «Лучший анимационный полнометражный фильм»                                                | «Человек-паук: Через вселенные»                                                                     | Победа       | [ 14 ]        |
| Награды Ассоциации кинокритиков Торонто              | 9 декабря 2018          | «Лучший анимационный полнометражный фильм»                                                | «Человек-паук: Через вселенные»                                                                     | Номинация    | [ 13 ]        |
| Награды Общества кинокритиков Сан-Диего              | 10 декабря 2018         | «Лучший анимационный полнометражный фильм»                                                | «Человек-паук: Через вселенные»                                                                     | Второе место | [ 15 ]        |
| Награды Ассоциации афроамериканских кинокритиков     | 11 декабря 2018         | «Лучший анимационный полнометражный фильм»                                                | «Человек-паук: Через вселенные»                                                                     | Победа       | [ 16 ]        |
| Награды Общества онлайн-кинокритиков                 | 15 декабря 2018         | «Лучший анимационный полнометражный фильм»                                                | «Человек-паук: Через вселенные»                                                                     | Победа       | [ 13 ]        |
| Награды Ассоциации кинокритиков Сент-Луиса           | 16 декабря 2018         | «Лучший анимационный полнометражный фильм»                                                | «Человек-паук: Через вселенные»                                                                     | Победа       | [ 17 ]        |
| Награды Ассоциации кинокритиков Далласа и Форт-Уэрта | 17 декабря 2018         | «Лучший анимационный фильм»                                                               | «Человек-паук: Через вселенные»                                                                     | Второе место | [ 13 ]        |
| Награды Общества кинокритиков Хьюстона               | 17 декабря 2018         | «Лучший анимационный полнометражный фильм»                                                | «Человек-паук: Через вселенные»                                                                     | Победа       | [ 18 ]        |
| Награды Общества кинокритиков Сиэтла                 | 17 декабря 2018         | «Лучший анимационный полнометражный фильм»                                                | «Человек-паук: Через вселенные»                                                                     | Победа       | [ 19 ]        |
| Награды Общества кинокритиков Флориды                | 21 декабря 2018         | «Лучший анимационный фильм»                                                               | «Человек-паук: Через вселенные»                                                                     | Номинация    | [ 13 ]        |
| Награды Национального общества кинокритиков США      | 5 января 2019           | «Лучший актёр второго плана»                                                              | Брайан Тайри Генри                                                                                  | Второе место | [ 20 ]        |
| «Золотой глобус»                                     | 6 января 2019           | «Лучший анимационный полнометражный фильм»                                                | Боб Персичетти, Питер Рэмси, Родни Ротман, Эми Паскаль, Фил Лорд и Кристофер Миллер                 | Победа       | [ 21 ]        |
| Премия Альянса женщин-киножурналистов                | 10 января 2019          | «Лучший анимационный полнометражный фильм»                                                | Боб Персичетти, Питер Рэмси и Родни Ротман                                                          | Победа       | [ 22 ] [ 23 ] |
| Премия Альянса женщин-киножурналистов                | 10 января 2019          | «Лучшая женская анимация»                                                                 | Хейли Стайнфелд в роли Гвен Стейси                                                                  | Номинация    | [ 22 ] [ 23 ] |
| Награды Ассоциации кинокритиков штата Джорджия       | 12 января 2019          | «Лучший анимационный фильм»                                                               | «Человек-паук: Через вселенные»                                                                     | Победа       | [ 13 ]        |
| «Выбор критиков»                                     | 13 января 2019          | «Лучший анимационный полнометражный фильм»                                                | «Человек-паук: Через вселенные»                                                                     | Победа       | [ 24 ]        |
| Премия Гильдии продюсеров США                        | 19 января 2019          | «Лучший анимационный фильм»                                                               | Ави Арад, Фил Лорд, Кристофер Миллер, Эми Паскаль и Кристина Стейнберг                              | Победа       | [ 25 ]        |
| Награды Американской ассоциации монтажёров           | 1 февраля 2019          | «Лучший монтажный анимационный полнометражный фильм»                                      | Роберт Фишер-младший                                                                                | Победа       | [ 26 ]        |
| «Энни»                                               | 2 февраля 2019          | «Лучший анимационный полнометражный фильм»                                                | Ави Арад, Эми Паскаль, Фил Лорд, Кристофер Миллер и Кристина Стейнберг                              | Победа       | [ 27 ]        |
| «Энни»                                               | 2 февраля 2019          | «Выдающаяся анимация персонажей в полнометражном фильме»                                  | Дэвид Хан                                                                                           | Победа       | [ 27 ]        |
| «Энни»                                               | 2 февраля 2019          | «Выдающиеся достижения в области дизайна персонажей в анимационном полнометражном фильме» | Шиюн Ким                                                                                            | Победа       | [ 27 ]        |
| «Энни»                                               | 2 февраля 2019          | «Лучшая режиссура в анимационном полнометражном фильме»                                   | Боб Персичетти, Питер Рэмси и Родни Ротман                                                          | Победа       | [ 27 ]        |
| «Энни»                                               | 2 февраля 2019          | «Лучший дизайн анимационного фильма»                                                      | Джастин К. Томпсон                                                                                  | Победа       | [ 27 ]        |
| «Энни»                                               | 2 февраля 2019          | «Лучший сценарий в анимационном полнометражном фильме»                                    | Фил Лорд и Родни Ротман                                                                             | Победа       | [ 27 ]        |
| «Энни»                                               | 2 февраля 2019          | «Выдающееся достижение за монтаж в анимационном полнометражном фильме»                    | Боб Фишер, Эндрю Левитон и Вивек Шарма                                                              | Победа       | [ 27 ]        |
| Премия Гильдии художников-постановщиков США          | 2 февраля 2019          | «Анимационный фильм»                                                                      | Джастин К. Томпсон                                                                                  | Номинация    | [ 28 ]        |
| Награды Международного общества синефилов            | 4 февраля 2019          | «Лучший анимационный полнометражный фильм»                                                | «Человек-паук: Через вселенные»                                                                     | Второе место | [ 29 ]        |
| Награды Общества специалистов по визуальным эффектам | 6 февраля 2019          | «Выдающиеся визуальные эффекты в анимационном фильме»                                     | Джошуа Беверидж, Кристиан Хейнал, Дэнни Димиан и Брет Сент-Клер                                     | Победа       | [ 30 ]        |
| Награды Общества специалистов по визуальным эффектам | 6 февраля 2019          | «Выдающийся анимационный персонаж в анимационном фильме»                                  | Маркос Канг, Чад Белто, Умберто Роса и Джули Бернье Госселин за Майлза Моралеса                     | Победа       | [ 30 ]        |
| Награды Общества специалистов по визуальным эффектам | 6 февраля 2019          | «Выдающаяся созданная среда в анимационном фильме»                                        | Терри Парк, Брет Сент-Клер, Кимберли Липтрап и Дэйв Морхед за графику Нью-Йорка                     | Победа       | [ 30 ]        |
| Награды Общества специалистов по визуальным эффектам | 6 февраля 2019          | «Выдающиеся эффекты симуляции в анимационном фильме»                                      | Ян Фарнсворт, Пав Грохола, Саймон Корбо и Брайан Д. Каспер                                          | Победа       | [ 30 ]        |
| Black Reel Awards                                    | 7 февраля 2019          | «Лучшее озвучивание»                                                                      | Махершала Али                                                                                       | Номинация    | [ 31 ] [ 32 ] |
| Black Reel Awards                                    | 7 февраля 2019          | «Лучшее озвучивание»                                                                      | Брайан Тайри Генри                                                                                  | Номинация    | [ 31 ] [ 32 ] |
| Black Reel Awards                                    | 7 февраля 2019          | «Лучшее озвучивание»                                                                      | Шамик Мур                                                                                           | Победа       | [ 31 ] [ 32 ] |
| Награды Киногида                                     | 8 февраля 2019          | «Лучший фильм для семьи»                                                                  | «Человек-паук: Через вселенные»                                                                     | Номинация    | [ 33 ]        |
| Премия Британской Академии в области кино            | 10 февраля 2019         | «Лучший анимационный фильм»                                                               | Боб Персичетти, Питер Рэмси, Родни Ротман, and Фил Лорд                                             | Победа       | [ 34 ]        |
| Награды Гильдии музыкальных супервайзеров            | 13 февраля 2019         | «Лучшая песня/запись, созданная для фильма»                                               | «Sunflower»                                                                                         | Номинация    | [ 35 ]        |
| Награды Гильдии музыкальных супервайзеров            | 13 февраля 2019         | «Лучшее музыкальное сопровождение в трейлере фильма»                                      | Джордан Сильверберг за «1-й трейлер»                                                                | Номинация    | [ 35 ]        |
| Премия Общества киноакустики                         | 16 февраля 2019         | «Выдающиеся достижения в области микширования звука для анимационного фильма»             | Брайан Смит, Аарон Хассон, Говард Лондон, Майкл Семаник, Тони Ламберти, Сэм Окелл и Рэнди К. Сингер | Номинация    | [ 36 ]        |
| Golden Reel Awards                                   | 17 февраля 2019         | «Художественный фильм — анимация»                                                         | «Человек-паук: Через вселенные»                                                                     | Победа       | [ 37 ]        |
| Golden Reel Awards                                   | 17 февраля 2019         | «Художественный фильм — музыкальная партитура»                                            | «Человек-паук: Через вселенные»                                                                     | Победа       | [ 37 ]        |
| «Золотая малина»                                     | 23 февраля 2019         | «Восстановление репутации»                                                                | Sony Pictures Animation                                                                             | Номинация    | [ 38 ]        |
| «Оскар»                                              | 24 февраля 2019         | «Лучший анимационный полнометражный фильм»                                                | Боб Персичетти, Питер Рэмси, Родни Ротман, Фил Лорд и Кристофер Миллер                              | Победа       | [ 39 ]        |
| South by Southwest                                   | 12 марта 2019           | «Превосходство в оформлении названия»                                                     | Брайан Мах и Джеймс Рамирес                                                                         | Победа       | [ 40 ]        |
| Nickelodeon Kids’ Choice Awards                      | 23 марта 2019           | «Любимый анимационный фильм»                                                              | «Человек-паук: Через вселенные»                                                                     | Номинация    | [ 41 ]        |
| Nickelodeon Kids’ Choice Awards                      | 23 марта 2019           | «Любимый мужской голос из анимационного фильма»                                           | Шамик Мур                                                                                           | Номинация    | [ 41 ]        |
| Nickelodeon Kids’ Choice Awards                      | 23 марта 2019           | «Любимый женский голос из анимационного фильма»                                           | Хейли Стайнфелд                                                                                     | Номинация    | [ 41 ]        |
| NAACP Image Awards                                   | 30 марта 2019           | «Выдающийся саундтрек / компиляция»                                                       | «Человек-паук: Через вселенные»                                                                     | Номинация    | [ 42 ]        |
| NAACP Image Awards                                   | 30 марта 2019           | «Выдающееся исполнение голоса персонажа»                                                  | Махершала Али                                                                                       | Номинация    | [ 42 ]        |
| NAACP Image Awards                                   | 30 марта 2019           | «Выдающееся исполнение голоса персонажа»                                                  | Шамик Мур                                                                                           | Номинация    | [ 42 ]        |
| Премия Рэя Брэдбери                                  | 18 мая 2019             | «Выдающееся драматическое представление»                                                  | «Человек-паук: Через вселенные»                                                                     | Победа       | [ 43 ]        |
| «Золотой трейлер»                                    | 29 мая 2019             | Лучший музыкальный ТВ-ролик (для художественного фильма)                                  | «Ham»                                                                                               | Номинация    | [ 44 ] [ 45 ] |
| «Золотой трейлер»                                    | 29 мая 2019             | «Лучший трейлер-байт для полнометражного фильма»                                          | «Ham»                                                                                               | Номинация    | [ 44 ] [ 45 ] |
| MTV Movie & TV Awards                                | 17 июня 2019            | «Фильм года»                                                                              | «Человек-паук: Через вселенные»                                                                     | Номинация    | [ 46 ]        |
| BET Awards                                           | 23 июня 2019            | «Лучший фильм»                                                                            | «Человек-паук: Через вселенные»                                                                     | Номинация    | [ 47 ]        |
| Teen Choice Awards                                   | 11 августа 2019         | «Избранный боевик»                                                                        | «Человек-паук: Через вселенные»                                                                     | Номинация    | [ 48 ]        |
| Teen Choice Awards                                   | 11 августа 2019         | «Выбор песни в стиле R&B/Hip-Hop»                                                         | «Sunflower»                                                                                         | Номинация    | [ 48 ]        |
| «Хьюго»                                              | 18 августа 2019         | «Лучшая постановка»                                                                       | «Человек-паук: Через вселенные»                                                                     | Победа       | [ 49 ]        |
| «Сатурн»                                             | 13 сентября 2019        | «Лучший фильм — экранизацию комикса»                                                      | «Человек-паук: Через вселенные»                                                                     | Номинация    | [ 50 ] [ 51 ] |
| «Сатурн»                                             | 13 сентября 2019        | «Лучший анимационный фильм»                                                               | «Человек-паук: Через вселенные»                                                                     | Победа       | [ 50 ] [ 51 ] |
| «Харви»                                              | 4 октября 2019          | «Лучшая адаптация комикса»                                                                | «Человек-паук: Через вселенные»                                                                     | Победа       | [ 52 ]        |
| American Music Awards                                | 24 ноября 2019          | «Сотрудничество года»                                                                     | «Sunflower»                                                                                         | Номинация    | [ 53 ]        |
| American Music Awards                                | 24 ноября 2019          | «Любимая песня в стиле поп / рок»                                                         | «Sunflower»                                                                                         | Номинация    | [ 53 ]        |
| Детская премия Британской академии                   | 1 декабря 2019          | «Художественный фильм»                                                                    | «Человек-паук: Через вселенные»                                                                     | Победа       | [ 54 ]        |
| «Грэмми»                                             | 26 января 2020          | «Лучшая запись года»                                                                      | «Sunflower»                                                                                         | Номинация    | [ 55 ]        |
| «Грэмми»                                             | 26 января 2020          | «Лучшее поп-исполнение дуэтом или группой»                                                | «Sunflower»                                                                                         | Номинация    | [ 55 ]        |
| «Грэмми»                                             | 26 января 2020          | «Лучший компилятивный саундтрек для визуальных медиа»                                     | «Человек-паук: Через вселенные»                                                                     | Номинация    | [ 55 ]        |